# Vascular Pharmacology
Vascular Pharmacology, abgekürzt Vasc. Pharmacol., ist eine wissenschaftliche Fachzeitschrift, die vom Elsevier-Verlag veröffentlicht wird. Die Zeitschrift wurde 1970 mit dem Namen Comparative and General Pharmacology gegründet. Im Jahr 1975 erfolgte eine Verkürzung des Namens auf General Pharmacology und seit 2002 hat sie den derzeit gültigen Namen. Sie erscheint mit zwölf Ausgaben im Jahr. Es werden Arbeiten veröffentlicht, die sich mit dem Gebiet der Pharmakologie beschäftigen.
Der Impact Factor lag im Jahr 2014 bei 3,635. Nach der Statistik des ISI Web of Knowledge wird das Journal mit diesem Impact Factor in der Kategorie Pharmakologie und Pharmazie an 55. Stelle von 254 Zeitschriften geführt.